# Niedermurach
Niedermurach település Németországban, azon belül Bajorországban. Lakosainak száma 1248 fő (2023. december 31.).

## Népesség
A település népessége az elmúlt években az alábbi módon változott:
| Lakosok száma | 380  | 460  | 1377 | 1366 | 1242 | 1269 | 1266 | 1238 | 1247 | 1248 |
|               | 1875 | 1950 | 1975 | 1987 | 2012 | 2014 | 2016 | 2017 | 2021 | 2023 |